# Lijst van presentatoren van HUMAN
Dit is een lijst van (voormalige) presentatoren van Human.
- Coen Verbraak
- Dieuwertje Blok
- Frans Bromet
- Theodor Holman
- Stine Jensen
- Clairy Polak
- Ad Verbrugge
- Mieke van der Weij
- Stephan Sanders
- Floortje Smit
- Joram Kaat
- Stef Biemans
- Lara Billie Rense